# Basipodella harpacticola
Basipodella harpacticola är en kräftdjursart som beskrevs av Becker 1975. Basipodella harpacticola ingår i släktet Basipodella och familjen Basipodellidae. Inga underarter finns listade i Catalogue of Life.